# Laephotis
Laephotis är ett släkte av fladdermöss som ingår i familjen läderlappar. Släktets fyra arter lever i östra och södra Afrika.

## Utseende
Arterna blir 45 till 59 mm långa (huvud och bål), har en 35 till 47 mm lång svans och 32 till 38 mm långa underarmar. Mindre arter som Laephotis botswanae väger 4,5 till 6,8 g och större arter som Laephotis angolensis eller Laephotis wintoni blir i genomsnitt 7,7 respektive 9,6 g tunga. Påfallande är de stora öronen som blir 15 till 19 mm långa. De är inte sammanlänkade med hud på hjässan. Pälsen har på ryggen en kopparbrun till olivbrun färg, undersidan är brun eller grå. Från längre avstånd kan arterna misstolkas som hålnäsor (Nycteridae), men hos hålnäsor står öronen rakt uppåt. Hos Laephotis riktas öronen sned åt sidan. Individerna har fyra kindtänder i de övre käkhalvorna och fem kindtänder i de nedre käkhalvorna. På varje sida finns i överkäken två framtänder.

## Arter och utbredning
Arter enligt Catalogue of Life, Wilson & Reeder (2005) och IUCN:
- Laephotis angolensis, Angola, Kongo-Kinshasa.
- Laephotis botswanae, flera glest fördelade populationer i södra Afrika.
- Laephotis namibensis, Namibia, Sydafrika (den sydafrikanska populationen tillhör kanske Laephotis wintoni).[3][4]
- Laephotis wintoni, östra Afrika.

## Ekologi
Det är inte mycket känt om arternas levnadssätt. Oftast hittas ensamma individer, par eller mindre grupper under lösa barkskivor. Habitatet varierar mellan arterna. Laephotis namibensis förekommer i Namiböknen. De andra vistas i savanner, buskskogar och hedområden. Dessa fladdermöss jagar insekter. Laephotis wintoni har till exempel nattfjärilar och skalbaggar som byten.